# Гильом II (виконт Безье)
Гильом II (Guillaume II de Béziers) (ум. ок. 993) — виконт Безье и Агда с 969.
Наследовал Ренару II 23 октября 969 года. Считается, что Гильом II был его сыном, хотя нигде в документах того времени это не указано. Утверждение основано на самом факте наследования по завещанию и на том, что Гильом II назвал дочь Гарсендой — по имени жены Ренара II, своей предполагаемой матери.
Гильом II был женат дважды. Первая жена — Эрментруда, происхождение не установлено. Вторая жена — Арсенда, дочь Роже I (граф Каркассона). Дочери:
- Гарсенда (ок. 980—1035), виконтесса Безье и Агда
- Сенегонда, замужем за Ришаром, виконтом де Мийо.

Гарсенда — дочь от первой жены, Сенегонда может быть и от первой, и от второй.
Гильом II завещал свои виконтства старшей дочери, оговорив при этом, что Агд пожизненно остаётся во владении Арсенды.